# 17 (tal)
17 (sytten) er:
- Det naturlige tal efter 16 derefter følger 18.
- Et heltal.
- Et ulige tal.
- Et primtal, mere specielt et fermatprimtal (F2 = 222+1), et pythagoræisk primtal (4×4 + 1 = 42 + 12), primtalstvilling til 19 og latmirp til 71
- Et defektivt tal

I talsystemer med et grundtal større end 17, repræsenteres tallet 17 med bogstavet H.

## I matematik
Sytten er det syvende primtal, og danner sammen med 19 et par primtalstvillinger. Faktisk er 17 en del af primtalsfirlingerne 11, 13, 17 og 19. Summen af de fire første primtal er 17.
17 er et Fermatprimtal, og Gauß viste at en konsekvens heraf er, at den regulære 17-kant kan konstrueres med passer og lineal.

## I kemi
- Grundstoffet klor har atomnummer 17.

## Andet
- 17 er atomnummeret på grundstoffet klor
- På dansk indgår 17 i ederne “For sytten da!” og “For syv sytten!”
- På svensk indgår 17 i eden “Sjutton också!”
- 17 er antallet af stavelser i et japansk haiku-digt
- Årstallene 17 f.Kr., 17, 1917 og 2017